# Plátanos (Kíssamos, La Canée)
Plátanos, en grec moderne : Πλάτανος, est un village du dème de Kissamos, dans le district régional de La Canée, de la Crète, en Grèce. Selon le recensement de 2011, la population de Plátanos compte 975 habitants. Le village est situé à une altitude de 240 m et à une distance de 11 km de Kissamos.

## Recensements de la population
| Recensements | 1900 | 1920 | 1928 | 1940 | 1951 | 1961 | 1971 | 1981 | 1991 | 2001 | 2011 |
| ------------ | ---- | ---- | ---- | ---- | ---- | ---- | ---- | ---- | ---- | ---- | ---- |
| Population   | 154  | 204  | 58   | 761  | 998  | 1065 | 962  | 884  | -    | 1029 | 975  |